# El Eulma
El Eulma (in arabo العلمة‎?) è una città dell'Algeria, seconda città per popolazione capoluogo della provincia di Sétif.
Si trova a 26 chilometri ad est di Sétif, a 98 chilometri ad ovest di Costantina.
Durante il periodo coloniale francese si chiamava Saint Arnaud.